# Василики Арванити
Василики „Вики“ Арванити (на гръцки: Βασιλική (Βίκυ) Αρβανίτη; родена на 17 март 1985 г. в Атина, Гърция) е гръцка състезателка по плажен волейбол.
Носителка е на златен медал от европейското първенство през 2005 г. в Москва, Русия и европейския шампионат през 2007 г. във Валенсия, Испания. Нейна партньорка е Васо Карадасиу.
Арванити представлява родината си и на Летните олимпийски игри през 2004 г. в родния си град, заедно с Талея Кутрумануду. На Летните олимпийски игри през 2008 г. тя си партнира с Карадасиу. Арванити участва на Олимпийските игри в Лондон през 2012 г., заедно с Мария Циарциани, която по-късно претърпява контузия. От 2013 г. партньорка ѝ е Пени Карагкуни, която преди това играе волейбол в зала.